# John Roberts (martire)
John Roberts (Trawsfynydd, 1577 circa – Tyburn, 10 dicembre 1610) è stato un presbitero gallese; martirizzato sotto Giacomo I, è venerato come santo dalla Chiesa cattolica ed è ricordato come uno dei Santi quaranta martiri di Inghilterra e Galles.

## Biografia
John Roberts nacque a Trawsfynydd (Galles del nord) attorno al 1577, figlio maggiore di John ed Anna. I Roberts discendevano dall'antica famiglia dei principi gallesi Llywelyns. Nonostante la loro fede cattolica, avevano aderito all'anglicanesimo per salvare le proprietà. Roberts fu battezzato nella chiesa di Santa Materiana e fu educato secondo i dettami della religione protestante.
Nel febbraio 1595 entrò al St John's College di Oxford, un collegio frequentato all'epoca da molti simpatizzanti della fede cattolica. Non terminò gli studi, forse per non dover giurare sull'Atto di Supremazia, e decise di studiare legge, perciò si trasferì a Londra. Poco tempo dopo, nel 1598 interruppe gli studi per viaggiare sul continente. A Parigi incontrò un nobiluomo inglese, che aveva scelto l'esilio per non rinunciare alla sua fede cattolica. Fu probabilmente il confronto con la sua esperienza religiosa a determinare la conversione di Roberts al cattolicesimo. Il battesimo cattolico fu celebrato nella Cattedrale di Notre-Dame nel giugno dello stesso anno.
Deciso a diventare sacerdote gesuita, entrò nel Collegio inglese di Valladolid, in Spagna. Poi, contro il volere dei suoi superiori, si trasferì nel monastero benedettino. Prese l'abito monacale scegliendo il nome religioso di Giovanni di Merioneth. Per il noviziato fu mandato a Santiago de Compostela nel convento benedettino locale. Pronunciò i voti solenni nel 1600. Successivamente fu inviato a Salamanca, dove terminò gli studi nel 1602. Proprio in quell'anno papa Clemente VIII approvò la richiesta dei Benedettini inglesi residenti in Spagna di svolgere attività missionaria nel proprio Paese. Il 26 dicembre 1602 Robert partì per l'Inghilterra assieme al confratello Augustine Bradshaw.
Arrivati sul suolo britannico (aprile 1603), i due missionari si separarono. Nonostante sbarcasse sul suolo inglese vestito da gentiluomo (con cappello ornato di piume, giubbetto e spada), Roberts fu seguito costantemente da una spia inglese, che poco tempo dopo lo fece arrestare. Fortunatamente il nuovo re, Giacomo I, salito al trono nello stesso anno, come da tradizione, concesse la grazia ai carcerati. Il provvedimento restrittivo a carico di Roberts fu convertito in espulsione. Il sacerdote si trasferì nelle Fiandre (a Douai), dove giunse il 24 maggio, ma presto tornò in Inghilterra. Era scoppiata un'epidemia di peste e Roberts decise di dedicarsi completamente all'assistenza ai malati e ai morenti. Tra le persone da lui assistite furono numerose le conversioni alla fede cattolica.
Nel 1604 re Giacomo emanò un decreto che sancì l'espulsione di tutti i sacerdoti cattolici, pena la morte. Roberts decise di rimanere sul suolo inglese, conscio del pericolo che poteva correre. Continuò a svolgere il suo ministero sotto copertura fino al novembre 1605, quando fallì la (cosiddetta) congiura delle polveri. Le leggi anticattoliche furono inasprite. Roberts fu fermato nella casa in cui alloggiava, che apparteneva alla prima moglie di Thomas Percy, uno dei complottisti. Nonostante non fossero state trovate prove a suo carico, fu incarcerato per circa otto mesi. Fu rilasciato grazie alla mediazione dell'ambasciatore francese, ma dovette subire un provvedimento di espulsione.

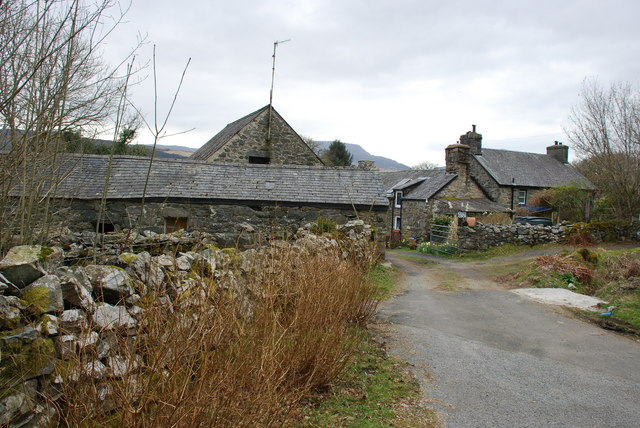
Gelli Goch, una delle case dove visse John Roberts

Affrontò vari trasferimenti, tra Douai (Fiandre), Valladolid ed altre città spagnole. Decise che era tempo di fermarsi: c'era bisogno di una casa per i benedettini inglesi espulsi dal loro Paese. Avendo ricevuto in donazione un immobile a Douai, fondò nella città fiamminga un monastero intitolato a San Gregorio. Annesso al monastero fondò una scuola che in breve tempo divenne rinomata come una delle migliori per i seminaristi inglesi. Il monastero rimase attivo fino al 1795, quando fu chiuso dai rivoluzionari e i monaci fecero ritorno in Inghilterra.
Nell'ottobre 1607 John Roberts era nuovamente in missione in Inghilterra, ma in dicembre fu arrestato e imprigionato a Gatehouse. Gli fu promessa la libertà in cambio del giuramento di fedeltà di Giacomo I, ma il monaco rifiutò. Dopo pochi mesi riuscì a fuggire segando le sbarre della cella e calandosi con una corda. Tornato libero, continuò indefessamente la sua attività missionaria. Nel maggio 1609 venne nuovamente arrestato ed imprigionato a Gatehouse. Ancora una volta (la terza) l'intervento dell'ambasciatore francese lo salvò dalla morte certa. Espulso, raggiunse Douai, dove si dedicò all'ingrandimento del monastero di San Gregorio.
Nel 1610 scoppiò a Londra una nuova epidemia di peste, un morbo che periodicamente si ripresentava in tutto il continente europeo. Roberts raggiunse clandestinamente la capitale, dove si prodigò nell'assistenza ai malati ed ai moribondi. Proprio in quell'anno il Parlamento approvò una legge che ordinava ai sacerdoti cattolici di lasciare il Paese entro un mese, pena la morte. Roberts non osservò l'obbligo e, quando venne arrestato, nel dicembre del 1610, la condanna a morte fu automatica. Essendo la prima domenica d'Avvento, stava celebrando Messa in una casa privata. Le guardie irruppero durante la celebrazione ed arrestarono sei sacerdoti, tra cui Roberts, riconoscibili perché indossavano i paramenti sacri.
Il 5 dicembre 1610 John Roberts fu condotto a processo con il confratello Thomas Somers (oggi beato) e l'8 dicembre (Immacolata Concezione) entrambi furono condannati a morte. Il 10 dicembre Roberts e Somers, insieme a dei criminali comuni, furono portati a Tyburn dove la sentenza venne eseguita per impiccagione, sventramento e squartamento. La folla, che lo amava per i suoi servizi ai poveri e gli appestati, fece pressioni sul boia affinché lasciasse morire il benedettino sulla forca ed effettuasse lo smembramento post mortem. E così avvenne.
La testa del monaco fu esposta sul Ponte di Londra, mentre il corpo venne inumato in una fossa comune a Tyburn. Successivamente i resti dei due sacerdoti furono inviati a Douai e in Spagna.

## Culto
Le reliquie di John Roberts furono conservate nel monastero da lui fondato. Nel 1667 Douai fu conquistata dal re di Francia e fu annessa al suo regno. La Rivoluzione francese causò la dispersione delle reliquie. Si conservano ancora quelle inviate a Valladolid ed a Santiago de Compostela.

John Roberts fu beatificato da Leone XIII il 4 dicembre 1866 e fu canonizzato da Paolo VI il 25 ottobre 1970 nel novero dei Quaranta martiri inglesi e gallesi.